# Rainy Day Women ♯12 & 35
Singles de Bob Dylan
One of Us Must Know (Sooner or Later)
(février 1966) I Want You
(juin 1966)
Rainy Day Women #12 & 35 est une chanson de Bob Dylan sortie en 1966 sur l'album Blonde on Blonde, dont elle est la première piste.
Enregistrée à Nashville dans le studio du label Columbia Records, elle est également publiée en 45 tours et atteint la 2e place du Billboard Hot 100.
La chanson est présente dans le film Steve Jobs (2015).